# خانه علوی‌ها
خانه علویها مربوط به دوره قاجار است و در بهبهان، میدان عدالت، خیابان جوانمردی جنوبی واقع شده و این اثر در تاریخ ۵ تیر ۱۳۸۴ با شمارهٔ ثبت ۱۱۹۶۲ به‌عنوان یکی از آثار ملی ایران به ثبت رسیده است.